# Isla de Bagaud
Isla de Bagaud (en francés: Île de Bagaud) es la más pequeña de las islas de Hyères (îles d'Hyères) se encuentra en el departamento de Var dentro del municipio de Hyères en la costa mediterránea del país europeo de Francia, tiene una superficie de alrededor de 45 hectáreas. Está deshabitada y el acceso a ella es prohibido. Es parte de una reserva natural.